# أجاتا كولسزا
أجاتا كولسزا (بالبولندية: Agata Kulesza)‏ هي ممثلة بولندية، ولدت في 27 سبتمبر 1971 بشتتين في بولندا. من الجوائز التي نالتها Polish Academy Award for Best Actress ‏ سنة 2012 وPolish Academy Award for Best Actress ‏ سنة 2014.

## جوائز
- Polish Academy Award for Best Actress [الإنجليزية]‏ (2012)
- Polish Academy Award for Best Actress [الإنجليزية]‏ (2014)
- Polish Academy Award for Best Actress [الإنجليزية]‏، عن عمل: ايدا (2012)
- Polish Academy Award for Best Actress [الإنجليزية]‏، عن عمل: ايدا (2014)

## وصلات خارجية
- أجاتا كولسزا على موقع IMDb (الإنجليزية)
- أجاتا كولسزا على موقع قاعدة بيانات الأفلام العربية
- أجاتا كولسزا على موقع ألو سيني (الفرنسية)
- أجاتا كولسزا على موقع ميوزك برينز (الإنجليزية)
- أجاتا كولسزا على موقع أول موفي (الإنجليزية)
- أجاتا كولسزا على موقع قاعدة بيانات الأفلام السويدية (السويدية)
- أجاتا كولسزا على موقع قاعدة بيانات الفيلم (الإنجليزية)
- أجاتا كولسزا على موقع كينوبويسك (الروسية)